# ジャスティン・エザリック
ジャスティン・エザリック（英語: Justine Ezarik、 [iːˈzɛrɪk]、1984年3月20日 - ）とはアメリカ合衆国のバイラルビデオコメディアン、インターネットパーソナリティである。iJustineとしてJustin.tvのチャンネル「ijustine.tv」で1000人の視聴者と直接的にコミュニケーションするライフキャスティングが最も知られている。またYouTubeだけでも5つのチャンネル(ijustine, ijustinegaming, ijustinesiphone, ijustinereviews, and otherijustine)を持ち1700本以上のビデオをアップロードしており、再生数は3億6600万以上に上る。特にチーズバーガーを注文したがってる内容のビデオはYouTubeで投稿後一週間で60万の再生数を達成した。彼女は「lifecasting star」、「new media star」と称され、最も人気のあるライフキャスターの一人とされる。
エザリックは2007年にiPhoneの使用開始後最初の月に受け取った300ページのiPhone請求書で知られ、その時に製作したバイラルビデオで彼女は国際的な注目を集めた。さらにTwitterのフォロワーが140万人以上おり世界で上位1000人に入るほどの多さで、YouTubeのチャンネルであるiJustineの視聴者も約120万人いるとされ動画の再生数は2億5千万以上と言われている。YouTube番組であるアノーイング・オレンジにOrangeに恋されるPassion Fruit役としてレギュラー出演し、テレビドラマでもLAW & ORDER:性犯罪特捜班、クリミナル・マインド FBI行動分析課、ザ・ボールド・アンド・ザ・ビューティフルにゲスト出演している。

## 経歴

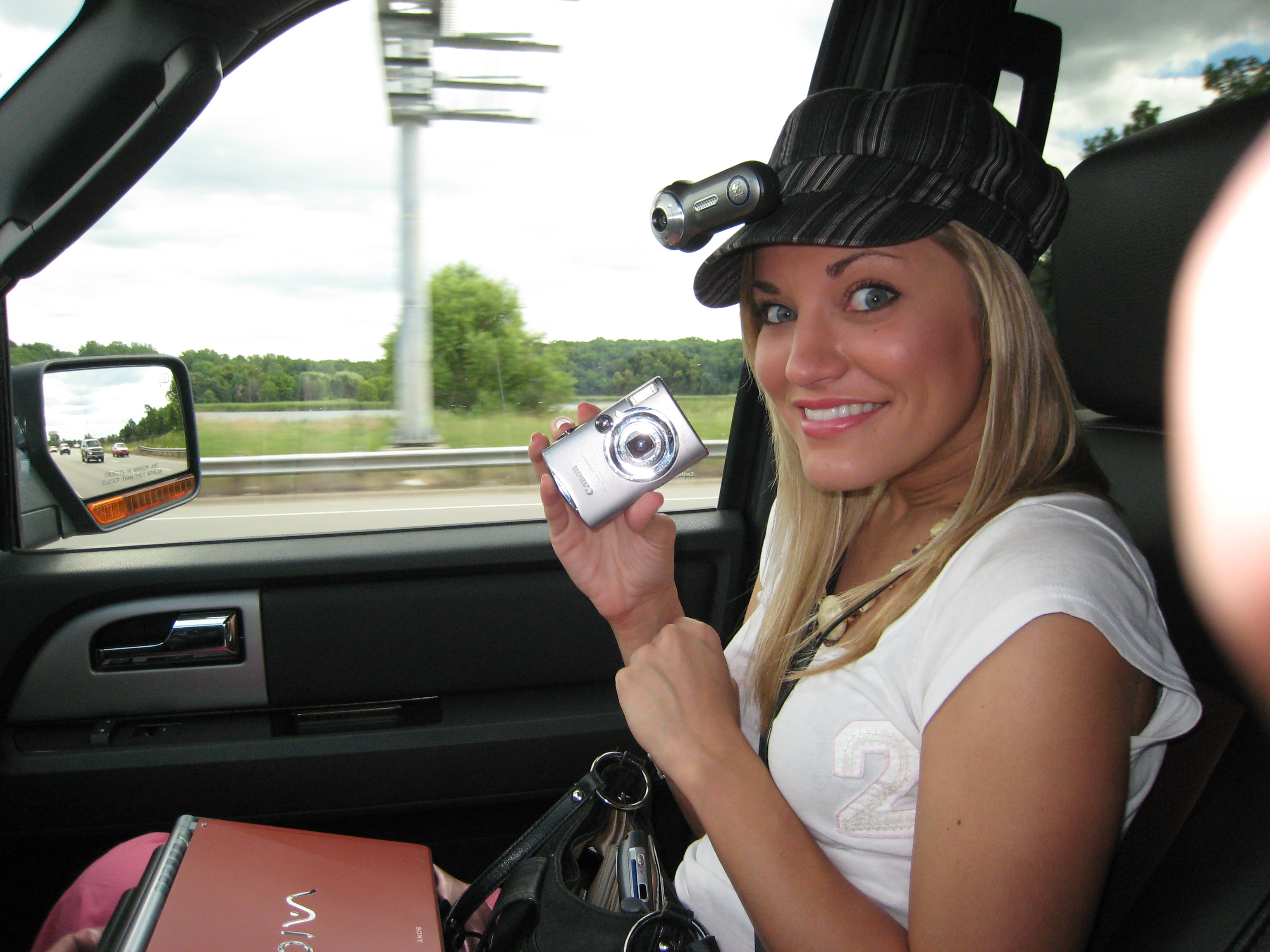
ライスキャスティングの用具を使うエザリック

炭鉱夫と物理学教師との娘としてエザリックはペンシルベニア州で生まれ育った。高校卒業の時点で彼女はワシントン郡シーナリーヒル地域在住だった。
2004年にピッツバーグテクニカルインスティテュートを卒業した後、エザリックは自身のビジネスを始めるまでグラフィックデザインやビデオ編集などいくつかの仕事に携わっていた。2006年12月、Yahoo!によるベストオンラインビデオコンテストで5人のファイナリストの1人に選出される
2007年5月からSpike TVで放送されたジョン・レグイザモやドニー・ウォルバーグ出演のテレビドラマ「キル・ポイント」で銀行強盗を取材するフォトジャーナリスト役で出演。また同年、MacBreakとMacBreak Weeklyでレオ・ラポルテと共に共同司会者、パネルメンバーとして出演することも時々あった。
エザリックはiJustine というジャスティン・カンによるJustin.tvのライフキャスティングチャンネルで2007年5月29日から無線のウェブカメラとマイクロフォンを使って自分自身の生活を生放送で配信し始めた。また、給料を受け取らないボランティアとしてカンのチャンネルでベータテスターの活動をしていた。
彼女のリアリティビデオブログを最初に立ち上げたのがJustin.tvであり、カンも彼女の他の誰かがチャンネルにゲスト出演するのを歓迎するファンやフォロワーに励まされていた。
当初エザリックはオンラインビデオシリーズの中でもっとも視聴者が多かった理由で技術的な内容のビデオシリーズの製作を検討していた。しかし、「私自身24/7ができるしするつもりだ。問題はないはず。」としてプライベートな内容を考え、最初考えたようなのにするつもりはなかったとしている。
2007年にiPhoneデビューし、ミネアポリスの南にある郊外のブルーミントンにあるモール・オブ・アメリカでのデビューとなった。当初の計画ではシャディサイドのアップルストアでのデビューになるはずだったが、モールで彼女のインターネットテレビ番組を上映するためにテクノロジーエバンジェリストに招待されたものだった。
同年7月22日にはキル・ポイントのプレミアパーティーを自身のライフキャストビデオストリームで生中継した。また、ニューヨーク・タイムズやウォール・ストリート・ジャーナルから同年10月にウェブサイトの最も人気のあるライフキャスターとして取り上げられた。

## 300-page iPhone bill

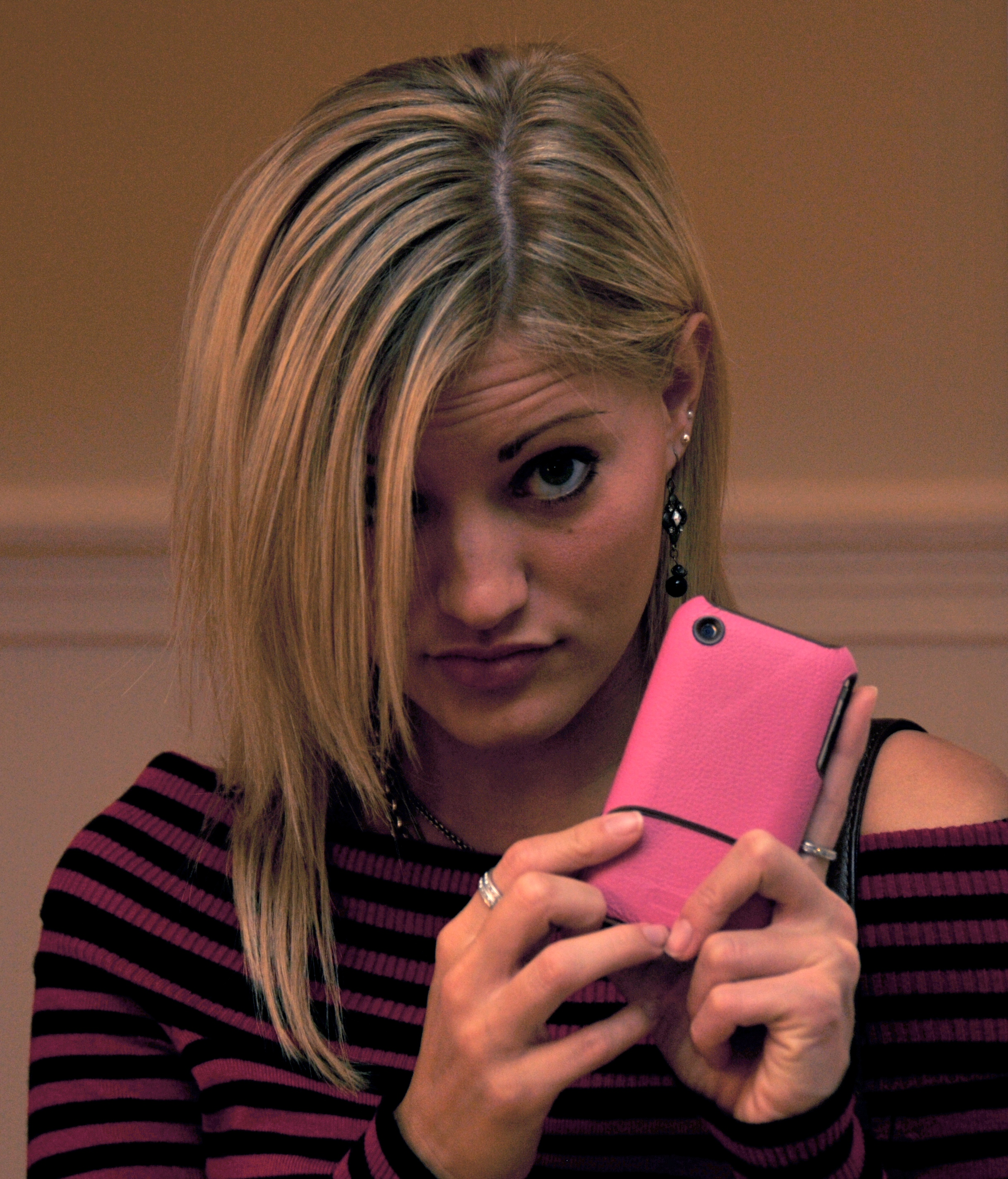
エザリックとiPhone（2008年11月14日）

2007年8月、彼女よって製作され動画共有サイトYouTubeに投稿された300-page iPhone billというビデオがたちまちインターネットミームになっていった。彼女自身は他の動画共有サイトにも投稿している。予想外の請求に関する問題の話はブログやAppleiPhoneの大きい宣伝や予測リリース後のテクニカルプレスを駆け巡り始めたが、膨大な請求書が公開されたビデオクリップが公開されて以降、マスコミを惹きつけるようになり、10日後にはインターネット上のビデオ視聴数が300万に達し、世界中のニュースで報じられるようになった。同年12月には総再生数が800万にまで達したとされている。このビデオでエザリックには動画共有サイトのRevverから5000ドルの報酬が支払われたとしている。

## バイラルビデオのキャリアとインターネットセレブリティとして
エザリックは2007年8月28日、Justin.TV創設者のジャスティン・カンと共にYahoo! Newsでのケビン・サイツのPeople of the Webにおけるウィークリーインストールメントとして出演し、サイトで彼女は「このネットワークのスター」と称され、「モデルのような容姿を持ちつつ、同様にハイテクマニアとカジュアルユーザー両方を魅了する優しいサイバー情報通である」と評された。インタビュービデオのファイナルカットにはエザリックのウェブカメラからの視点でのインタビューのライブウェブキャストが収められている。インタビュー後にライフキャスティング器具の電源をオフにした理由を聞かれ、「一度の会話がリラックスしていて自然的に見えたから」と答え、さらに人物観察や一日中パブリシティジャッジをする難しさを議論した。
2007年9月始め、彼女はYahoo!ホームページのリードストーリーに登場し、その瞬間4000ビューに上り彼女への評価を押し上げた。同月末時点で彼女はピッツバーグに居住し、同市の市議 (en) であるビル・ペデュートのスポークスウーマンを務めていた。またニューメディアのエキスパートトレーニングを専門とする企業であるXtrainの仕事に就いていた。彼女の父親は支持的だったものの、彼女の友達は同年末まで彼女の活動の押し付けがましさに嫌気が差し始めていた。同年10月、シカゴ・トリビューンの子会社であるトリビューン・カンパニーにて最も人気のあるライスキャスターの1人に選ばれた。この秋、世界最大のソーシャルメディアカンファレンスと称された第1回のBlogWorld & New Media Expoに参加した。
2008年4月、エザリックはライフキャスティングの製作頻度を減らすようになり、ウェブデザイナーやビデオ編集者の仕事を再開し、ペンシルベニア州カーネギーに移住していた。ノキア製の新たな撮影機材によってコンピュータ接続無しでライスキャストとストリーミングビデオ製作が可能になった。そしてwww.ijustine.tvのiJustineにて週1回登場し続けた。当時カーネギーの住宅でエザリックはノースカロライナ州での休暇とその休暇でiPhone 3Gが発売される同年7月にAT&Tワイヤレスショップを探して機種交換する計画を練っていた。6月、インテルと広告会社であるオグルヴィ・アンド・メイザーによる10人のソーシャルメディア戦略審議会に名を連ねた。同年末、活動拠点をピッツバーグからロサンゼルスに移した。

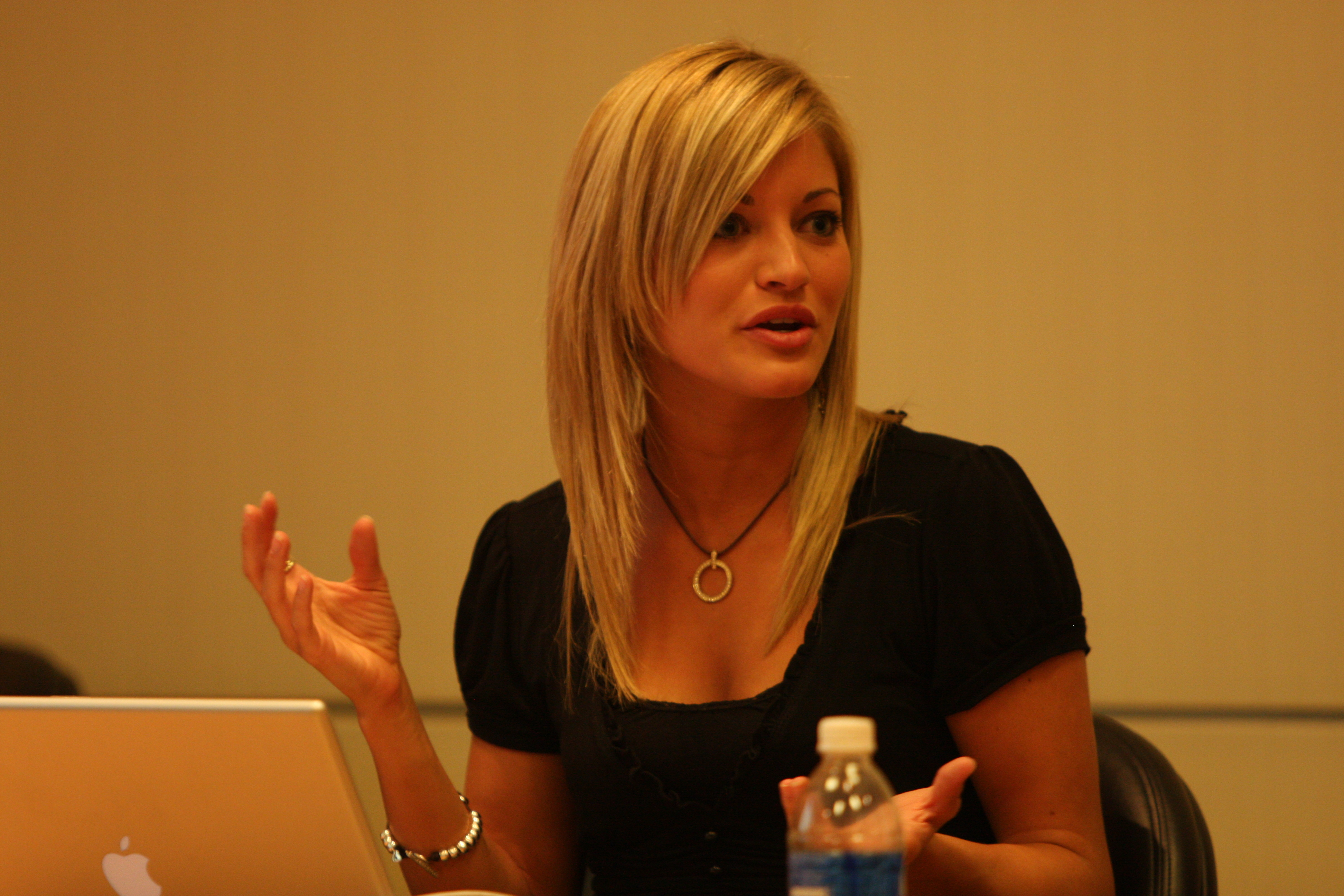
インテルソーシャルメディア戦略審議会に招待されたエザリック（2008年6月24日）

エザリックはYouTubeにチーズバーガーの注文をしたがってる様子のビデオを投稿し、最初の週で60万再生を達成した。またiJustineはエザリックのキャラクターのように見られるようになりその結果、製作されたビデオでは何も罵倒もしなければ何も飲まない内容になった。2009年1月には彼女のライフキャスティングは週4時間になりライフキャストチャンネルも沈黙するようになった。その時はロサンゼルスに移住した後で、KevJumbaやクリスティン・ガンビトといったYouTubeセレブリティのマネジメントをしているリチャード・フリアスのマネジメントを受けていた。しかし、エザリックが持つ別のTwitterアカウントによると自身は現在誰のマネジメントも受けておらず、収入もカンファレンスの出席やオンラインプロモーションスポットによるものだとしている。また自身のファン層は主に11歳から18歳だろうと信じている。
2008年10月、PluggedIn.comでPluggedIn 5という週2回の音楽とライフスタイルのインターネット番組の司会を務めた。同年ロサンゼルスに住居を構えた。またAT&Tの公式サイトで「Lost in America」と言う名の広告シリーズに登場した。このシリーズはエリザックとカレン・ニューエンが知名度は高いが広告業界で成功しているとはいえないブロガーとして登場していて、様々な場所で迷いながらもAT&T製品で問題を解決する様子を描いている。同年11月での2週間のコースで最初の11エピソードの後Tubemogulによればこのシリーズのみで合計31,000以上の閲覧が登録されたという。
エザリックはまたMozyという受賞したオンラインバックアップ・リカバリーシステムの国内テレビ広告キャンペーンで3種類のCMに出演した。そしてMTVとディック・クラーク・プロダクションズで授賞式の放送においてオンラインプレショーの司会を務めた。2009年4月、MySpaceで約5万人の友達とFacebookのシステム上の限界である5千人の友達を達成し、USAトゥデイの記事で38万6千人のTwitterフォロワーを持つ女性と紹介される。6月にはさらに59万のTwitterフォロワー、iJustineのYouTubeチャンネルでは9万4千人のサブスクライバ、Facebookファン2万5千人を達成した。USAトゥデイのでは彼女のライフキャスティングがスケールダウンしたのは私生活に有害な影響が出てきたからだとしている。レストランのカールス・ジュニアがエザリックを含むYouTubeスターの集団をPortobello Mushroom Six-Dollar Burgerという新製品のウェブ広告に起用し、自社YouTubeチャンネルやエンドーサーのYouTubeページや他のGoogle関連メディアで配信した。2009年8月6日にTwitterがDoS攻撃を受けた時、ウォール・ストリート・ジャーナルはTwitterが落ちてる時のエザリックによる対処法はF5ファンクションキー（更新ボタン）の繰り返し押しだと報じている。同年12月、USAトゥデイがエザリックはYouTubeで7万5千ドル稼いでいることとTwitterで100万人近くのフォロワーと30万人のYouTubeサブスクライバがいると報じている。同記事では合計で6400万再生を誇り、ブラック・アイド・ピーズのアイ・ガッタ・フィーリングのパロディ動画だけでも480万再生を達成しているとしている。また、エザリックは仕事に400ドルのキヤノン PowerShotデジタルカメラとイケアで買った12ドルのグリーンラグで作ったグリーンスクリーンを使っているという。
2010年3月1日、エザリックは2010年ストリーミー賞のベストブロガー(Vlogger)部門にノミネートされた。またマクシム誌97号における2010年の「Hot 100」に選ばれている。同年、ゼネラル・エレクトリックのヘルシーマギネーションキャンペーンのビデオを5作製作している。さらにマテルやインテルでも仕事に携わっている。2011年4月1日、ウェビー賞のベストウェブパーソナリティ/ホストにノミネートされた。このウェビー賞はInternational Academy of Digital Arts and Sciencesの選考によるウェビー賞と一般投票によるピープルズ・ボイス賞の2部門あり、エザリックはピープルズ・ボイス賞を受賞した。

## 女優として
2009年4月11日、LAW & ORDER:性犯罪特捜班の11シーズン第7話「信奉者」でAJという16歳の犯罪被害者役で出演した。またゲーム番組「The Price Is Right」の第7000回でアカプルコへのファーストクラスでの旅行や、Appleのコンピュータ、ロレックスの時計、ヴァイキング料理器具、MIDIレコーディングキーボードを含む賞金37,905ドルを獲得した。彼女のIMDb.comによるとThe StationやTotally Sketchといった2009年のウェブシリーズにゲスト出演している。また、2010年11月3日放送のクリミナル・マインド FBI行動分析課シーズン6第7話「2番目の男」でも出演者としてクレジットされている。さらにYouTubeのシリーズ作品「アノーイング・オレンジ」でOrangeが恋をするPassion Fruit役でレギュラー出演している。2012年には1月5日放送のヴァンパイア・ダイアリーズシーズン3第10話「The New Deal」にも出演している。同年3月31日よりリアリティテレビ番組「Escape Routes」の司会を務めている。その時のTwitterでは140万人のフォロワーを記録した。

## 出演
| テレビ番組                                                       | テレビ番組     | テレビ番組             | テレビ番組                 |
| タイトル                                                         | 役             | 放送日                 | その他                     |
| ---------------------------------------------------------------- | -------------- | ---------------------- | -------------------------- |
| LAW & ORDER:性犯罪特捜班 （シーズン11 – 「信奉者」）             | A.J. Dunne     | 2009年11月4日          | ゲスト出演（1話）          |
| Level 26: Dark Prophecy                                          | Kate Hale      | 2010年10月14日         | テレビ映画ショートスリラー |
| クリミナル・マインド FBI行動分析課 （シーズン6 – 「2番目の男」） | Meredith Joy   | 2010年11月3日          | ゲスト出演（1話）          |
| ザ・ボールド・アンド・ザ・ビューティフル （エピソード#1.5947）   | Reporter No. 3 | 2010年11月19日         | ゲスト出演（1話）          |
| E! News                                                          | 本人           | 2011年2月11日、5月14日 | ゲスト司会（2回）          |
| ヴァンパイア・ダイアリーズ （シーズン3 – 「The New Deal」）      | Bartender      | 2012年1月5日           | Episode 3.10               |
| Escape Routes                                                    | 本人           | 2012年3月31日 - 5月5日 | 共同司会（6回）            |
| The High Fructose Adventures of Annoying Orange                  | Passion Fruit  | 2012年5月28日-現在     | シリーズレギュラー         |

| ウェブシリーズ                                        | ウェブシリーズ      | ウェブシリーズ | ウェブシリーズ                                                        |
| タイトル                                              | 役                  | 配信日         | その他                                                                |
| ----------------------------------------------------- | ------------------- | -------------- | --------------------------------------------------------------------- |
| アノーイング・オレンジ （シーズン1〜4）               | Passion Fruit/Mandy | 2009年 – 現在  | 声の出演、シリーズレギュラー、Passion Fruit役で15話、Mandy役として1話 |
| Totally Sketch （エピソード2.2 – "Behind the Spoof"） | iJustine            | 2009年11月16日 | 1話のみ                                                               |
| The Station （エピソード1.2 – "Zombies Take Over"）   | iJustine            | 2009年8月8日   | 1話のみ                                                               |
| The Youtube Assassin （エピソード3）                  | iJustine            | 2010年5月14日  | スペシャル出演（1話のみ）                                             |
| The House That Drips Blood on Alex                    | Melissa             | 2010年10月14日 |                                                                       |
| The Last Moments Of A Relationship                    | Girlfriend          | 2011年1月29日  | Episode 1.10 Blessed Girlfriend                                       |
| Video Game High School                                | Rosalie             | 2012年3月11日  | Episode 1                                                             |

## 受賞とノミネート
| 年   | 部門                 | 賞                                  | 結果                          |
| ---- | -------------------- | ----------------------------------- | ----------------------------- |
| 2010 | Best Vlogger         | ストリーミー賞                      | ノミネート （iJustineとして） |
| 2010 | Choice Web Star      | ティーン・チョイス・アワード        | ノミネート （iJustineとして） |
| 2011 | Web Personality/Host | ウェビー賞 （ピープルズ・ボイス賞） | 受賞 （iJustineとして）       |